# Jules Mathieu
Jules Mathieu (Nijvel, 17 oktober 1887 - Luik, 6 februari 1943) was een Belgisch volksvertegenwoordiger, burgemeester en provinciegouverneur.

## Levensloop
Mathieu was een zoon van advocaat en stafhouder Frédéric Mathieu. Hij promoveerde tot doctor in de rechten en vestigde zich als advocaat in Nijvel.
In de eerste weken van de Eerste Wereldoorlog werd hij in de gevechten rond Antwerpen gekwetst. Hij meldde zich toen aan voor het koloniaal leger en vertrok naar Afrika. Hij werd militair auditeur en eindigde de oorlog als militair gouverneur van Oeganda.
Bij zijn terugkeer in België sloot hij zich aan bij de Belgische Werkliedenpartij (BWP/POB) en liet zich kennen als pacifist en als militant van het Gebroken Geweer.
Hij werd gemeenteraadslid (1921-1937) en burgemeester (1921-1926 en 1933-1937) van Nijvel.
In 1919 werd hij verkozen tot POB-volksvertegenwoordiger in het arrondissement Nijvel. Hij vervulde dit mandaat tot in 1937. In 1935 werd hij formateur die de regering-Van Zeeland I tot stand bracht.
Hij stond bekend als een overtuigd federalist.
Van 1937 tot aan de Meidagen van 1940 was Mathieu provinciegouverneur in Luik. Hij trok mee met de regering en was in Toulouse koninklijk commissaris voor de vluchtelingen. Hij keerde vervolgens naar België terug.